# The Best Damn Thing
The Best Damn Thing은 캐나다 출신의 가수 에이브릴 라빈의 세 번째 정규 앨범이다. 앨범은 RCA 레코드를 통해 2007년 4월 13일 발매되었다. 국제음반산업협회에 따르면 The Best Damn Thing은 2007년 당시 소니 BMG의 최고 판매고를 올린 앨범이였고, 세계적으로 4번째로 많이 판 앨범이였다. 앨범은 미국 음반 산업 협회로부터 플래티넘 인증을 받았고, 세계적으로 700만 장의 판매고를 올렸다. 이 앨범의 한정반과 디럭스 버전은 부모의 조언이 필요함(parental advisory) 표시를 받은 라빈의 첫 앨범이다. 《올뮤직》은 앨범에 대해 가장 의미있는 팝 펑크 노래 중 하나인 "Girlfriend"를 특색으로한 역사상 가장 의미있는 팝 펑크 앨범 중 하나라고 강조했다.
이 앨범은 라빈의 세 번 연속 영국 음반 차트 1위에 오른 음반이자 미국 빌보드 200에서 두 번째로 1위에 오른 앨범이다. 뿐만 아니라 여러 나라에서 1위에 올랐다. 앨범의 첫 싱글 "Girlfriend"는 라빈의 첫 빌보드 핫 100 1위 싱글로, 12개가 넘는 나라에서 1위를 했다. 2006년 개봉한 영화인 《에라곤》의 사운드트랙 "Keep Holding On"은 앨범의 사운드트랙 싱글로 발매되기도 했다.

## 음악 스타일 및 장르
투어를 진행하는 동안 라빈은 "Sk8er Boi"와 같은 업비트 노래를 좋아한다고 말했다. 이로 인해 라빈은 The Best Damn Thing에 미드템포의 노래가 없고 에너지 넘치는 노래로 모두 꽉채우기로 결정했다고 밝혔다.
그녀의 파격적인 변신은 3집에서부터 시작되었다. 금발에 핑크색 브릿지를 낸 머리스타일과 1,2집 때의 말괄량이 성격이 활발한 성격으로 바뀌었다. 물론 그녀는 3집 앨범으로 모든 것을 변화시켰다. 항상 그녀는 핑크색을 좋아하고 모든지 콘서트를 열 때마다 핑크색으로 바꿔서 노래를 부른다. 3집 앨범은 그녀가 얼마나 변신을 하였는지 보여주는 앨범이기도 하다.

## 투어
그녀는 3집의 세계투어인 The Best Damn Tour를 열어 그녀의 매력을 많이 뽐낼 수 있는 투어이기도 하였다.

## 수록곡
1. Girlfriend
2. I Can Do Better
3. Runaway
4. The Best Damn Thing
5. When You`re Gone
6. Everything Back But You
7. Hot
8. Innocence
9. I Don`t Have To Try
10. One Of Those Girls
11. Contagious
12. Keep Holding On

## 차트 및 인증
| 차트 (2007)                 | 최고 순위 |
| --------------------------- | --------- |
| 오스트레일리아 앨범 차트    | 2         |
| 오스트리아 앨범 차트        | 1         |
| 벨기애 앨범 차트 (플랜더스) | 9         |
| 벨기에 앨범 차트 (왈로니아) | 4         |
| 캐나다 앨범 차트            | 1         |
| 덴마크 앨범 차트            | 5         |
| 핀란드 앨범 차트            | 8         |
| 프랑스 앨범 차트            | 3         |
| 독일 앨범 차트              | 1         |
| 그리스 IPFI 앨범 차트       | 1         |
| 아일랜드 앨범 차트          | 1         |
| 이탈리아 앨범 차트          | 1         |
| 일본 오리콘 앨범 차트       | 1         |
| 멕시코 앨범 차트            | 2         |
| 네덜란드 앨범 차트          | 1         |
| 뉴질랜드 앨범 차트          | 2         |
| 노르웨이 앨범 차트          | 18        |
| 폴란드 앨범 차트            | 4         |
| 포르투갈 앨범 차트          | 9         |
| 스페인 앨범 차트            | 2         |
| 스웨덴 앨범 탑 60           | 6         |
| 스위스 히트 탑 100 앨범     | 1         |
| 영국 음반 차트              | 1         |
| 미국 빌보드 200             | 1         |
| 미국 빌보드 얼터너티브 앨범 | 6         |

| 차트 (2007)      | 순위 |
| ---------------- | ---- |
| 독일 앨범 차트   | 20   |
| 멕시코 앨범 차트 | 24   |

| 국가                        | 인증        | 판매량/출하량 |
| --------------------------- | ----------- | ------------- |
| 아르헨티나 (CAPIF)          | 골드        | 20,000+       |
| 오스트레일리아 (ARIA)       | 2× 플래티넘 | 140,000+      |
| 오스트리아                  | 플래티넘    | 20,000+       |
| 벨기에                      | 골드        | 15,000+       |
| 브라질 (ABPD)               | 플래티넘    | 100,000+      |
| 캐나다                      | 2x 플래티넘 | 279,000+      |
| 콜롬비아                    | 3x 플래티넘 | 65,000+       |
| 덴마크                      | 골드        | 10,000+       |
| 네덜란드                    | 골드        | 30,000+       |
| 핀란드                      | 골드        | 15,000+       |
| 프랑스                      | 골드        | 151,900+      |
| 독일 (IFPI)                 | 골드        | 100,000+      |
| 그리스 (IFPI)               | 플래티넘    | 36,000+       |
| 헝가리 (MAHASZ)             | 플래티넘    | 10,000+       |
| 홍콩                        | 골드        | 7,500+        |
| 인도네시아 (LIMA)           | 플래티넘    | 210,000+      |
| IFPI 유럽 어워드 (IFPI)     | 플래티넘    | 1,270,000+    |
| 아일랜드 (IRMA)             | 2x 플래티넘 | 30,000+       |
| 이탈리아 (FIMI)             | 3x 플래티넘 | 200,000+      |
| 일본 (RIAJ)                 | 밀리언      | 1,100,000+    |
| 멕시코 (MPROFON)            | 플래티넘    | 150,000+      |
| 뉴질랜드 (RIANZ)            | 플래티넘    | 15,000+       |
| 필리핀                      | 3x 플래티넘 | 50,000+       |
| 폴란드 (Zpav/Olis)          | 골드        | 10,000+       |
| 포르투갈                    | 골드        | 10,000+       |
| 러시아                      | 4× 플래티넘 | 80,000+       |
| 싱가폴                      | 3x 플래티넘 | 36,000+       |
| 남아공                      | 플래티넘    | 80,000+       |
| 한국 (RIAK)                 | 3x 플래티넘 | 30,000+       |
| 스페인                      | 골드        | 40,000+       |
| 스웨덴                      | 골드        | 20,000+       |
| 스위스                      | 플래티넘    | 30,000+       |
| 타이완 (G-Music/Five Music) | 2x 플래티넘 | 40,000+       |
| 영국 (BPI)                  | 플래티넘    | 500,000+      |
| 미국 (RIAA)                 | 플래티넘    | 1,700,000+    |